# 'Til Tuesday
’Til Tuesday (a veces escrita como ’til tuesday) fue una banda estadounidense originaria de Boston de estilo new wave y rock alternativo activa entre 1982 y 1989.
Son conocidos por su hit "Voices Carry", que alcanzó el Top Ten de Billboard en 1985. Su disco Welcome home incluye What about love y Coming up close, canciones que lucen la hermosa voz de Aimee y su estilo musical único.

## Historia
La banda se creó en Boston, Massachusetts en 1982. La formación original de la banda era la siguiente: Aimee Mann como vocalista y bajista, Robert Holmes como guitarrista y corista, el tecladista Joey Pesce y el baterista Michael Hausman.
El ascenso a la fama del grupo llegó en 1983 cuando participaron del WBCN Rock & Roll Rumble, un festival de Boston. Allí, su composición original "Love in a Vacuum" ganó notoriedad y comenzó a ser reproducida en estaciones de radio. En ese año la banda firmó con Epic Records.
"Love in a Vacuum" fue regrabada para el álbum debut de la banda, Voices Carry, que fue producido por la discográfica anteriormente mencionada y lanzado en 1985; sin embargo, la canción y sencillo "Voices Carry" fue la más exitosa del álbum, alcanzando el puesto número ocho en el Billboard Hot 100, de Estados Unidos. Según el productor Mike Thorne, originalmente Aimee Mann le cantaba y dedicaba esta canción a otra mujer, algo que no le agradó a la compañía discográfica. El video de la canción también tuvo amplia repercusión en MTV.
En su segundo álbum Welcome Home de 1986 , Mann fue quien compuso la mayoría de las canciones y el grupo comenzó a alejarse de su estilo new wave inicial. De este disco, el sencillo que mejor posición logró en el ranking estadounidense fue "What About Love", colocándose en el puesto #26.
El último álbum lanzado por la banda fue Everything's Different Now, en 1988, que alcanzó el puesto #124 en el ranking de álbumes de Estados Unidos. El sencillo de este disco que mejor posición logró fue "(Believed You Were) Lucky", que alcanzó el puesto #95 del Billboard Hot 100.
Después del lanzamiento de ese álbum la banda se separó, aunque Mann continuó trabajando bajo el nombre de 'Til Tuesday, lo que le acarreó problemas legales.[cita requerida]

## Discografía

### Álbumes
- Voices Carry (1985) (alcanzó el puesto #19 en EE. UU.)
- Welcome Home (1986) (#49 en EE. UU.)
- Everything's Different Now (1988) (#124 en EE. UU.)
- Coming Up Close: A Retrospective, colección de sus "mejores hits" (1996)

### Sencillos
| Año  | Canción                     | Billboard Hot 100 (EE. UU.) | U.S. Rock Tracks (EE. UU.) | Álbum                      |
| ---- | --------------------------- | --------------------------- | -------------------------- | -------------------------- |
| 1985 | "Voices Carry"              | 8                           | 14                         | Voices Carry               |
| 1985 | "Looking Over My Shoulder"  | 61                          | -                          | Voices Carry               |
| 1985 | "Love in a Vacuum"          | -                           | -                          | Voices Carry               |
| 1986 | "What About Love"           | 26                          | 9                          | Welcome Home               |
| 1987 | "Coming Up Close"           | 59                          | 37                         | Welcome Home               |
| 1988 | "(Believed You Were) Lucky" | 95                          | 30 1                       | Everything's Different Now |
| 1988 | "Rip in Heaven"             | -                           | -                          | Everything's Different Now |

- 1 "(Believed You Were) Lucky" alcanzó el puesto #30 en el ranking Modern Rock Chart.